# Cathédrale Saint-Jean-Baptiste de Nicolet
Cette  cathédrale n’est pas la seule cathédrale Saint-Jean-Baptiste.
La cathédrale Saint-Jean-Baptiste de Nicolet est la cathédrale du diocèse de Nicolet situé dans la ville du même nom.  Elle est facilement reconnaissable par son imposant vitrail en facade. Elle est la 8e église et la 5e cathédrale depuis la création de la paroisse.

## Histoire

### Les premières églises
La paroisse de Saint-Jean-Baptiste a été créée en 1702 à la suite de la colonisation de la seigneurie de Nicolet.  En 1704, la première église est érigée. Vers 1734, la construction de la seconde église commence. Bâtie en pierres des champs, cette dernière est située près de la première, soit sur l'Île Lozeau sur la rive ouest de la rivière Nicolet. Vers 1740, le curé Louis-Marie Brassard qui dirige alors la paroisse, prend la décision de changer l'emplacement du lieu de culte. En 1784, la troisième église est construite en pierre sur la rive est de la rivière Nicolet, entre ce qu'on appelait alors la Pointe aux chênes et la Pointe aux pins,. Durant les premières décennies de 1800, l'église est modernisée par l'ajout de deux tours et d'un portique ainsi que par le remplacement du clocher,. Ce poids supplémentaire aura pour conséquence de rendre l'édifice instable ; l'église sera éventuellement démolie en 1897,.

### Première cathédrale
La quatrième église, qui deviendra plus tard la première cathédrale, est construite en 1872. Cette dernière est élaborée par l'architecte Henri Maurice Perreault et est bénite le 2 février 1873. Ce nouveau lieu de culte de style gothique reprend les tableaux et l'orgue de la précédente église. Le 30 novembre 1873, le clocher et la flèche de se détache de la structure à cause des forts vents. En 1885, suite de l'érection du diocèse de Nicolet, une division du diocèse de Trois-Rivières, l'église devient une cathédrale,. Le 10 juillet 1885, le chanoine Elphège Gravel devient le premier évêque du diocèse de Nicolet. En mars 1889, Elphège Gravel annonce qu'il faudra démolir l'église, même s'il elle n'est pas encore achevée, puisque les fondations de cette dernière n'étant plus sécuritaires, entre autres. Les efforts et les dépenses qu'auraient exigés les travaux sur cette première cathédrale sont tels, qu'en 1896, il est décidé de construire un tout nouveau lieu de culte. Contrairement à ce qui était prévu, la première cathédrale ne sera pas démolie. Le 21 juin 1906, un incendie détruit complètement le bâtiment.  

### Deuxième cathédrale
En 1897, Elphège Gravel fait construire la deuxième cathédrale selon les plans de l'architecte Casimir Saint-Jean et sur le même site que la troisième église de paroisse,,. Cette dernière ne sera jamais achevée puisqu'elle subit deux effondrements survenus respectivement le 3 et le 11 avril 1899, conséquences d'un vice de construction,. Le contrat de construction avait été accordé à la compagnie Paquet et Godbout de St-Hyacinthe, qui, initialement, devait terminer le projet le 1er mai 1899. Résolu en juin 1900, le litige relatif à l'écroulement condamne les entrepreneurs Paquet et Godbout à payer à la corporation épiscopale de Nicolet une somme de près de 44 000 dollars (valeur de l'époque). Le vice de construction se décrit brièvement par ces quatre éléments : « non respect des dimensions des piliers; non respect de la qualité des matériaux entrant dans les piliers déchets de brique et de pierres au lieu de pierres de qualité); non respect des proportions des ingrédients du béton, sable, gravier et ciment, entrant dans la confection des piliers et de certains murs; espaces vides retracés à l'intérieur du béton ».

### Troisième cathédrale
Construite en 1900, la troisième cathédrale est incendiée le 21 juin 1906, sans jamais être terminée ,. Les flammes détruisent du même coup l'ancienne cathédrale, celle érigée depuis la création du diocèse de Nicolet, et le couvent des Sœurs de l'Assomption, entre autres,. L'évêché de cette troisième cathédrale est sauvé. L'incendie se serait d'abord déclaré dans l'ancienne cathédrale, qui était alors en réparation, avant de se propager aux autres bâtiments. Au lendemain de l'événement, au moins deux hypothèses, toutes deux accidentelles, sont soulevées quant à la cause de l'incendie. La source serait soit un ouvrier qui aurait allumé sa pipe dans l'ancienne cathédrale, soit les travaux qui étaient alors effectués sur la toiture de nouvelle cathédrale et qui auraient embrasés le toit de l'ancienne cathédrale. Provisoirement, Joseph Simon Hermann Brunault cède ledit évêché aux Sœurs de l'Assomption et s'installe avec son personnel à l'Hôtel-Dieu de Nicolet. En attendant l'ouverture de la quatrième cathédrale, une pro-cathédrale est bâtie. Inaugurée en septembre 1906, cette chapelle temporaire peut accueillir jusqu'à 1 500 personnes. Rapidement, on procède à la démolition des ruines de la troisième cathédrale, au nettoyage du lot et on s'active à la reconstruction du lieu de culte. Par souci d'économie, il est prévu que l'architecture de la quatrième cathédrale reprenne les mêmes plans de la précédente,.         

### Quatrième cathédrale
Bénite le 13 mai 1910 par Joseph Brunault, la quatrième cathédrale est construite sur le même site que la précédente par la compagnie Louis Caron et fils,. Ces derniers réutiliseront d'ailleurs une partie des matériaux de la troisième cathédrale. Comme prévu en 1906, cette cathédrale d'inspiration néobaroque reprend les mêmes plans que la précédente, à quelques exceptions près ,. Construite en pierre bosselée et ornée de deux flèches hautes de 55 mètres, cet édifice religieux pouvait, dit-on, être aperçu à une distance de plus de 20 kilomètres. Le chemin de croix et les vitraux sont l’œuvre de l'artisan français Joseph Uberti. La cathédrale pouvait accueillir plus de 1 228 personnes. Victime du terrain instable sur lequel elle est érigée, elle est désaffectée en 1955. En effet, bien qu'elle ait été épargnée lors d'un glissement de terrain majeur le 12 novembre 1955, elle est jugée non sécuritaire. Le 14 novembre, on rapporte dans le journal La Patrie, que, selon les calcules d'un ingénieur, « [...] les clochers de la cathédrale avaient bougé de plus de quatre pieds à leur pointe [...] [et que] la nef cédait légèrement au milieu ».  Le 15 novembre 1955, Joseph Albertus Martin, quatrième évêque du diocèse, annonce officiellement la décision de démolir la cathédrale. Les restes de l'évêché, ce dernier s'était en grande partie effondré lors du glissement de terrain, seront démolis en même temps que la cathédrale. Dans l'attente de la nouvelle cathédrale, le petit séminaire de Nicolet héberge l'église paroissiale, tandis qu'une partie du Grand Séminaire sert d'évêché. Inauguré en 1957, le tout nouveau Centre catholique de Nicolet, aujourd'hui le Centre des arts populaires de Nicolet, est ensuite utilisé comme pro-cathédrale. Lors de la démolition de la cathédrale, une partie des matériaux est récupérée. La voûte de boiseries ouvragées est aujourd'hui réutilisée dans le Centre des arts populaires de Nicolet. L'autel et ses deux crédences, qui avaient été réalisés pour la chapelle privée de Joseph Brunault ont été intégrés à la sacristie de la cinquième cathédrale. Le buffet de sacristie, œuvre des architectes Caron, et l'orgue Casavant (opus 381) créé en 1909 ont également pu être conservés, entre autres,.

### Cinquième cathédrale
Dès 1956, Joseph Martin, prévoit localiser la cinquième cathédrale et son évêché en face du grand séminaire. En mars 1961, l'entrepreneur Roger Désilets débute l'érection de l'actuelle cathédrale conçue par l'architecte Gérard Malouin,. La construction terminée, le nouveau lieu de culte situé au 671 boulevard Louis-Fréchette est inauguré en 1963. La verrière en façade est l’œuvre de l'artiste peintre Jean-Paul Charland et du maître-verrier français Max Ingrand. Charland a également conçu le chemin de croix de la cathédrale. Le vitrail dans le chœur est la création du Frère Éric de Therry. Cette cinquième cathédrale héberge l'orgue Casavant qui avait été préservé lors du démantèlement de la quatrième. Afin d'adapter l'instrument à l'acoustique qu'offre l'architecture moderne de la nouvelle cathédrale, Odilon Jacques revoit la disposition des tuyaux. La restauration de l'orgue effectuée en 2015 se voit récompensée par le prix Restauration du Conseil du patrimoine religieux du Québec en 2016.       
Le 12 juillet 2019, quelques pierres de recouvrement à la surface du clocher de la cathédrale sont tombées. 

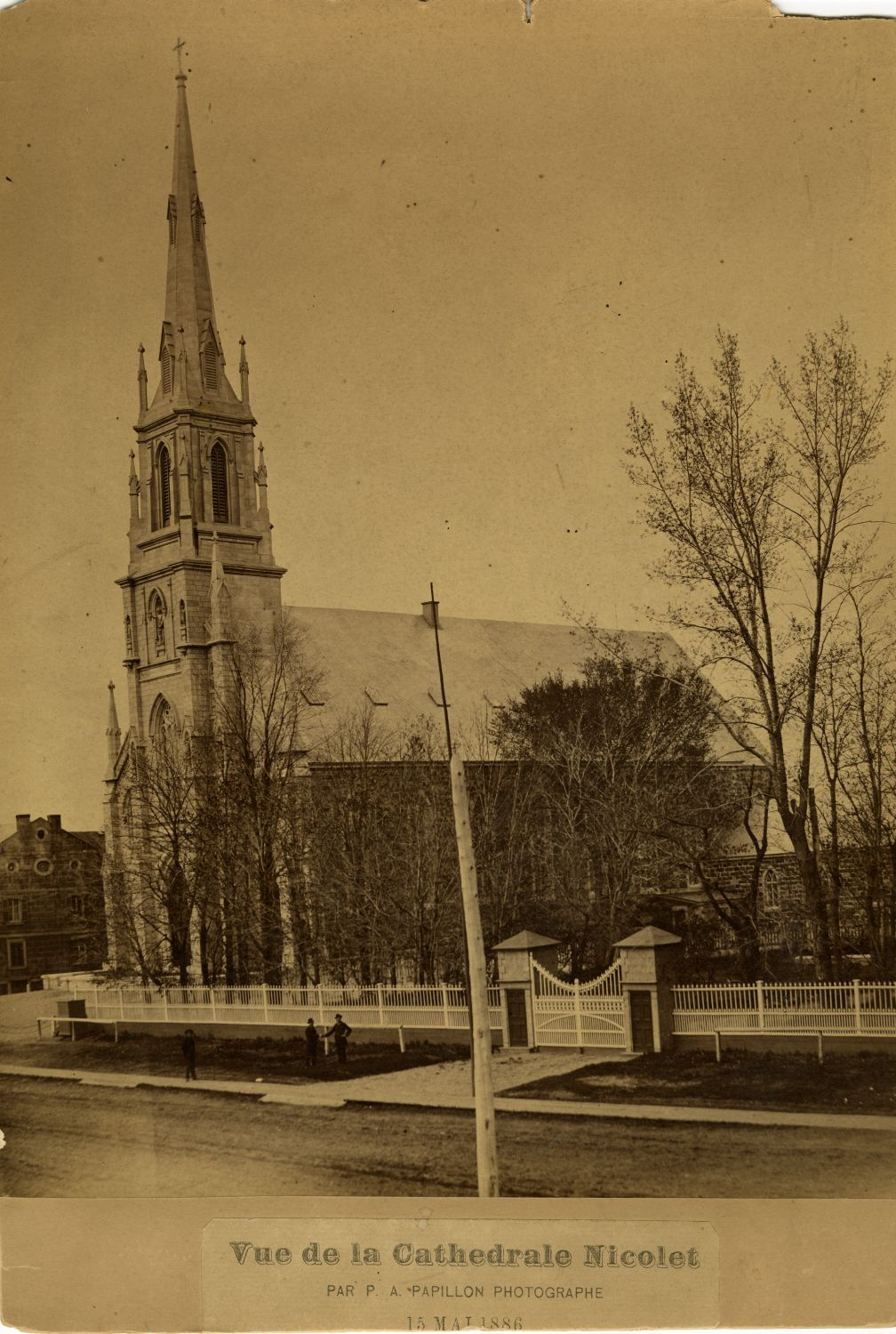
Vue de la cathédrale, 15 mai 1886
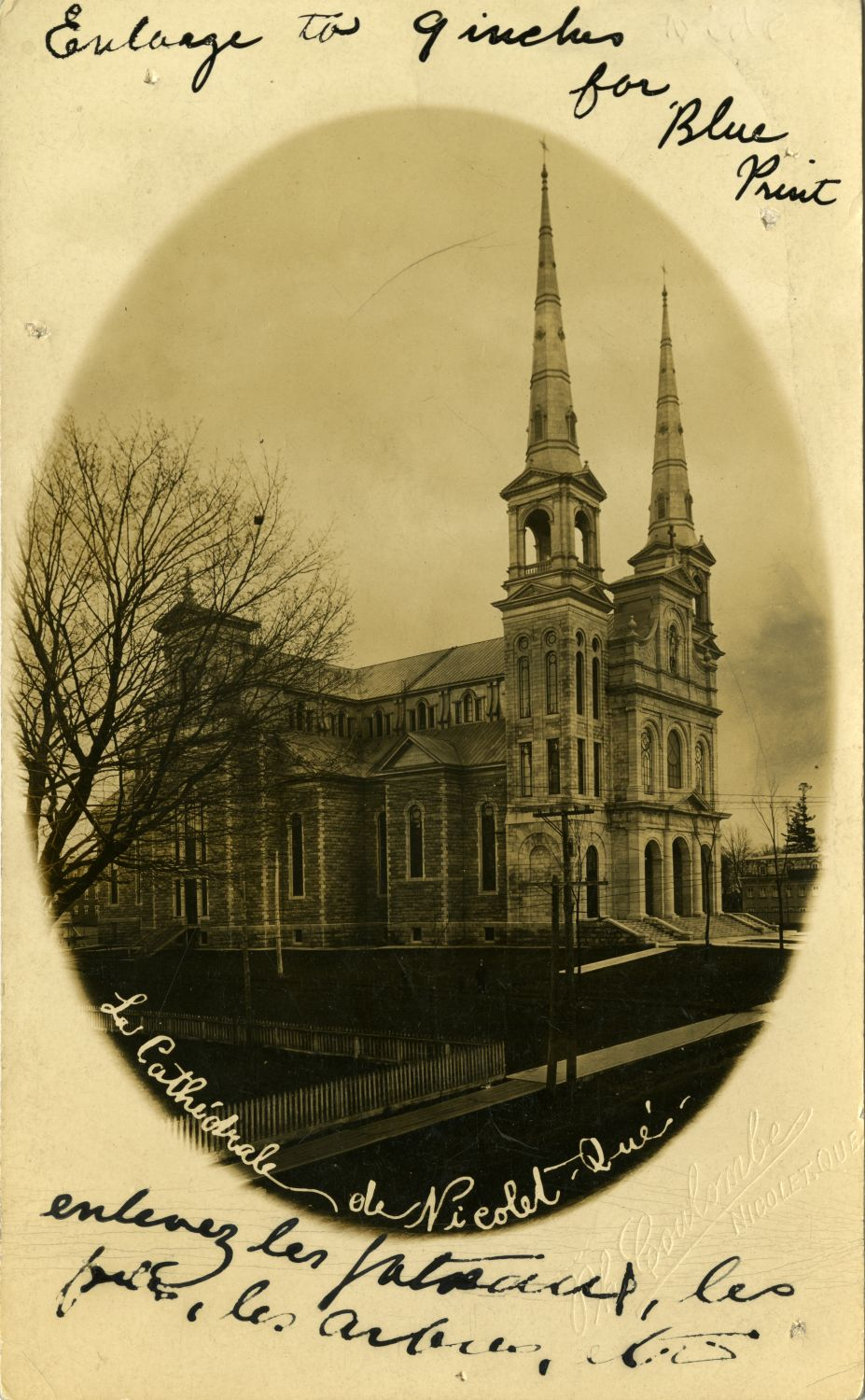
La cathédrale en 1920
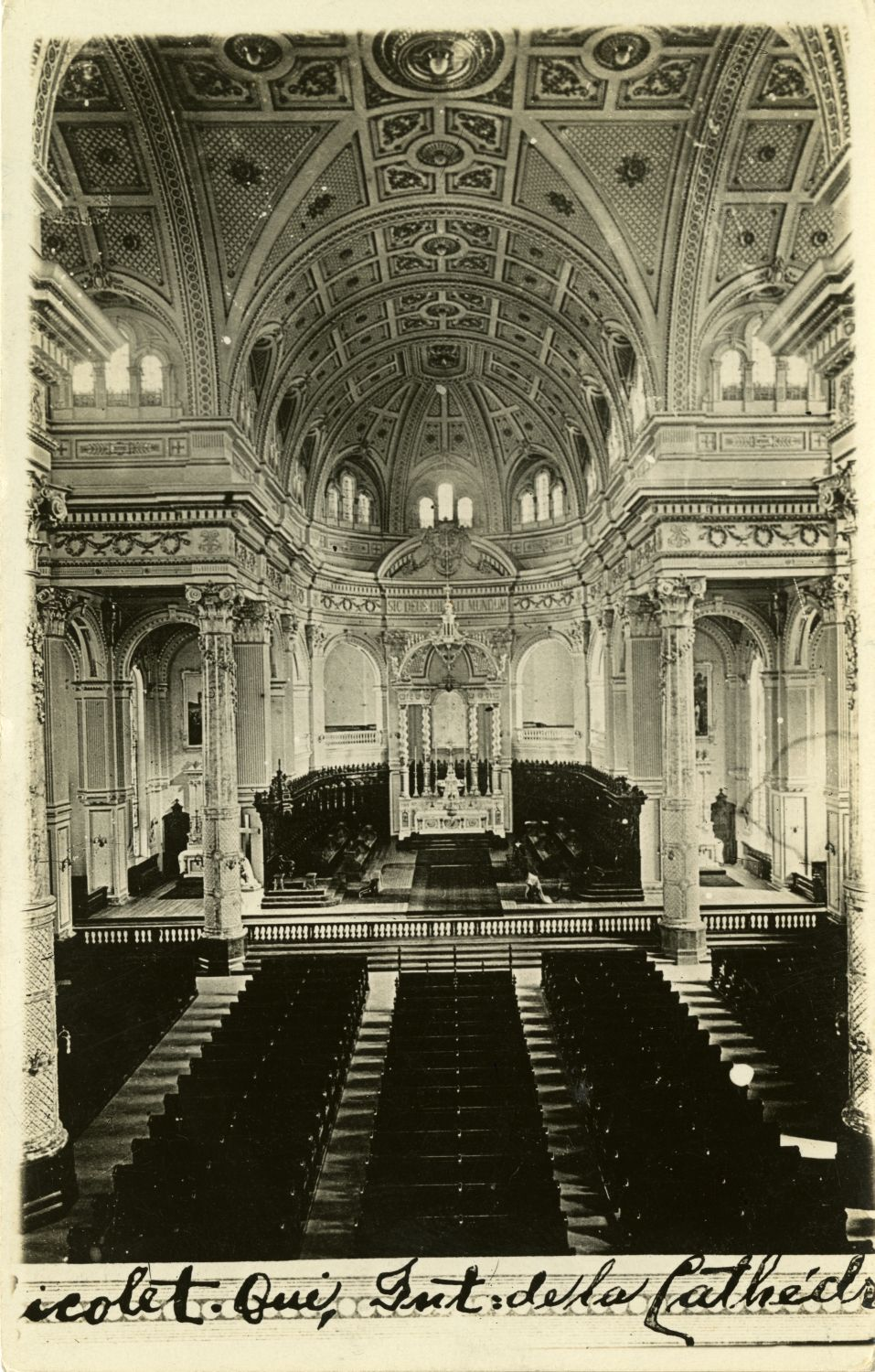
La cathédrale en 1920

### Ouvrages
- Joseph-Elzéar, Bellemare, Joseph-Simon-Hermann Brunault (préface), Histoire de Nicolet, 1669-1924, Arthabaska, Imp. d'Arthabaska, inc., 1924, 410 p. (lire en ligne)
- Laval Bouchard, Luc Chartier et Gérard Morisset, Nicolet : Cathédrale, Fonds ministère de la Culture et des Communications, Publications et archives gouvernementales, 1948-1965 (lire en ligne)
- Jeanne d'Arc Brochu et al.; Municipalité régionale de comté de Nicolet-Yamaska, Trésors du patrimoine religieux, Imprimerie de la Rive Sud Ltée, 2006, 28 p. (ISBN 2-9809234-0-0, lire en ligne)
- Marie Fournier (Archéologue), Histoire de rues et de lieux : toponymie de Nicolet, Nicolet, Nicolet (Ville), 2017, 220 p. (lire en ligne)
- Sophie Lamarche;Conseil du patrimoine religieux du Québec organisme de publication, La cathédrale Saint-Jean-Baptiste de Nicolet : un joyau du patrimoine moderne québécois, Montréal, Conseil du patrimoine religieux du Québec, 2017 (lire en ligne)
- Nicolet : inventaire du patrimoine bâti : rapport synthèse, Nicolet, Nicolet (Ville) ; Bergeron Gagnon inc., 2015, 173 p. (lire en ligne), p. 73
- Gérard Rivard, Nicolet ses églises et ses paroisses, Nicolet, 1985
- Ville de Nicolet, Archives du séminaire de Nicolet, Nicolet, survol d’une histoire en quelques dates..., 2016 (lire en ligne)

### Articles
- « Après la conflagration », La Presse,‎ 25 juin 1906, p. 12 (lire en ligne)
- « Clocher de la cathédrale abîmé : les lieux demeurent sécurisés en attente des expertises », sur La Nouvelle Union et L'Avenir de l'Érable, 5 août 2019 (consulté le 7 août 2019)
- « Désastreuse conflagration à Nicolet », La Presse,‎ 22 juin 1906, p. 1 (lire en ligne)
- Denis Fréchette, « Allocution de M. l’abbé Denis Frechette, supérieur du Séminaire de Nicolet : le diocèse de Nicolet et ses évêques », Sessions d'étude - Société canadienne d'histoire de l'Église catholique, vol. 52,‎ 1985, p. 7 (ISSN 0318-6172 et 1927-7067, DOI 10.7202/1006999ar, lire en ligne, consulté le 15 août 2019)
- « Jean-Paul Charland nous a quittés », sur Le Courrier Sud, 24 novembre 2015 (consulté le 15 août 2019)
- « L'écroulement de Nicolet », La Presse,‎ 6 avril 1899, p. 1 (lire en ligne)*« [Le 2 février...] », Le journal de Québec,‎ 12 février 1873, p. 2
- « La cathédrale de Nicolet », L'Écho des Bois-Francs,‎ 12 septembre 1896, p. 2 (lire en ligne)
- « La cathédrale de Nicolet est vouée au pic du démolisseur », La patrie,‎ 16 novembre 1955, p. 4 (lire en ligne)
- « La démolition de la cathédrale de Nicolet débute aujourd'hui », Le Nouvelliste,‎ 21 mai 1956, p. 1 (lire en ligne)
- « Nicolet », La Presse,‎ 6 mars 1897, p. 3-4 (lire en ligne)
- « Nicolet », La Gazette de Berthier,,‎ 14 septembre, p. 3 (lire en ligne)
- « On craint un 2e éboulis à Nicolet », La Patrie,‎ 14 novembre 1955, p. 1 et 12 (lire en ligne)
- « Perrault, Henri Maurice | Biographical Dictionary of Architects in Canada », sur dictionaryofarchitectsincanada.org (consulté le 17 août 2019)
- « Une désastreuse conflagration à Nicolet », La Patrie,‎ 22 juin 1906, p. 1 et 11 (lire en ligne)
- « Saint-Jean, Casimir | Biographical Dictionary of Architects in Canada », sur dictionaryofarchitectsincanada.org (consulté le 17 août 2019)
- Mgr Gilbert Lemire, « Bref historique du diocèse de Nicolet », Courrier Sud,‎ 18 juin 1985, Cahier Diocèse de Nicolet-2 (lire en ligne)
- Yves Lapierre, « Hécatombe évitée de justesse à Nicolet », Le Devoir,‎ 14 novembre 1955, p. 1 (lire en ligne)

### Pages web
- « À propos de nous – Centre des arts populaires de Nicolet » (consulté le 22 août 2019)
- « Cathédrale de Nicolet », sur baladodecouverte.com (consulté le 17 août 2019)
- « Cathédrale de Nicolet «  Voyage à travers le Québec », sur grandquebec.com (consulté le 29 mars 2015)
- « Cathédrale Saint-Jean-Baptiste - Répertoire du patrimoine culturel du Québec », sur www.patrimoine-culturel.gouv.qc.ca (consulté le 15 août 2019)
- « Inventaire des lieux de culte du Québec - Fiche », sur www.lieuxdeculte.qc.ca (consulté le 16 août 2019)